# Adam Struzik
Adam Krzysztof Struzik (ur. 1 stycznia 1957 w Kutnie) – polski polityk, lekarz i samorządowiec. W latach 1991–2001 senator II, III i IV kadencji, w latach 1993–1997 marszałek Senatu III kadencji, od 2001 marszałek województwa mazowieckiego, od 2015 wiceprezes PSL. Według stanu na początek VII kadencji samorządu wojewódzkiego (2024) był najdłużej urzędującym marszałkiem województwa w Polsce.

## Życiorys

### Działalność zawodowa i społeczna
Syn Józefa i Otylii. Absolwent Wydziału Lekarskiego Akademii Medycznej w Łodzi. Specjalizował się w zakresie chorób wewnętrznych. Ukończył także studia podyplomowe w dziedzinie organizacji i ekonomiki ochrony zdrowia oraz podyplomowe studia menedżerskie z zakresu administracji publicznej na Wydziale Zarządzania Uniwersytetu Warszawskiego.
W latach 1990–1997 był dyrektorem Wojewódzkiego Szpitala Zespolonego w Płocku. Zaangażowany w działalność Ochotniczych Straży Pożarnych, m.in. jako członek zarządu głównego Związku Ochotniczych Straży Pożarnych Rzeczypospolitej Polskiej.

### Działalność partyjna i parlamentarna
W 1984 wstąpił do Zjednoczonego Stronnictwa Ludowego, w 1989 został członkiem Polskiego Stronnictwa Ludowego „Odrodzenie”, a w 1990 członkiem Polskiego Stronnictwa Ludowego. Objął m.in. funkcję prezesa zarządu wojewódzkiego tej partii. Od 1991 do 2001 zasiadał w Senacie, reprezentując województwo płockie. Pełnił m.in. funkcję przewodniczącego Komisji Polityki Społecznej i Zdrowia w II kadencji. Od 1993 do 1997 był marszałkiem Senatu III kadencji. W 2001 bez powodzenia ubiegał się o reelekcję. W 2007 uzyskał mandat poselski, zrezygnował jednak z jego objęcia, wybierając pozostanie na stanowisku marszałka województwa. W 2011 bez powodzenia ubiegał się o mandat poselski, a w 2014 o europarlamentarny. W 2015 został wiceprezesem NKW PSL.

### Działalność samorządowa
W latach 1984–1988 z ramienia Zjednoczonego Stronnictwa Ludowego był radnym gminy Nowy Duninów. W 1988 uzyskał mandat radnego miasta i gminy Gąbin. Pełnił funkcję delegata do sejmiku samorządowego województwa płockiego i do Krajowego Sejmiku Samorządu Terytorialnego, którego był przewodniczącym. W 1998, 2002, 2006, 2010, 2014, 2018 i 2024 uzyskiwał mandat radnego sejmiku mazowieckiego. W I kadencji przewodniczył Komisji Zdrowia i Kultury Fizycznej. W 2010 kandydował na prezydenta Płocka, zajmując 4. (przedostatnie) miejsce (uzyskał 10,88% głosów).
10 grudnia 2001 został powołany na urząd marszałka województwa, stanowisko to utrzymywał po wyborach samorządowych w 2002, 2006, 2010, 2014, 2018 i 2024.
W 2004 został członkiem Komitetu Regionów (wszedł w skład grupy Europejskiej Partii Ludowej). Objął też funkcję wiceprezesa zarządu Związku Województw Rzeczypospolitej Polskiej. W 2007 wszedł w skład rady nadzorczej spółki Tramwaje Warszawskie. 

## Odznaczenia i wyróżnienia
Ordery i odznaczenia
- Krzyż Oficerski Orderu Odrodzenia Polski (2010)[17]
- Krzyż Kawalerski Orderu Odrodzenia Polski (2004)[18]
- Złoty Medal za Zasługi dla Policji (2008)[19]
- Srebrny Medal za Zasługi dla Policji[20]
- Złota Odznaka „Zasłużony dla Ochrony Przeciwpożarowej”[20]
- Odznaka honorowa „Za Zasługi dla Turystyki”[20]
- Odznaka Honorowa za Zasługi dla Samorządu Terytorialnego (2015)[21]
- Odznaka Honorowa Polskiego Czerwonego Krzyża II stopnia (2006)[22]
- Srebrny Krzyż „Za zasługi dla ZHP”[20]
- Order Honoru (Grecja, 1996)[22]
- Order Narodowy Zasługi II klasy (Francja, 1996)[22]
- Krzyż Komandorski Orderu Leopolda (Belgia, 2009)[22]
- Order Zasługi Saksonii-Anhaltu (2023)[23]

Nagrody i wyróżnienia
W 2005 uhonorowany Wielkim Orderem św. Zygmunta. Wyróżniony również Nagrodą im. Grzegorza Palki (2009). Otrzymał tytuły honorowego obywatela różnych miejscowości w województwie mazowieckim. W latach 2013–2014 był artPrezydentem na Interdyscyplinarnym Festiwalu Sztuk Miasto Gwiazd w Żyrardowie. W 2007 laureat wyróżnienia „Najbardziej Podziwiany Marszałek Województwa”.